# Campeonato da Região Serrana de 2014
O Campeonato da Região Serrana de 2014 ou Copa Serrana 2014, ou ainda Campeonato Paulo Sérgio Poletto 2014 foi a segunda edição da competição. A competição foi realizada no segundo semestre e envolveu clubes de futebol profissional oriundos da Serra do Estado. Ocorreu de forma paralela aos Campeonatos Regionais das regiões Sul-Fronteira e Metropolitana,  já que os campeões de cada região disputarão em dezembro a Super Copa Gaúcha. O Juventude sagrou-se campeão.

## Fórmula de Disputa
O Campeonato da Região Serrana de 2014 será disputado em três fases, sendo:
1. 1ª Fase – Composta pelos 1º e 2º turnos,
2. 2ª Fase – Semifinal, onde os 4 primeiros colocados se enfrentam.
3. 3ª Fase - Final, onde os vencedores das semifinais se enfrentam para decidir o campeão.

Os turnos são divididos em três etapas. Na primeira, os clubes realizam jogos contra os adversários, em partidas, de ida no primeiro turno e de volta no segundo, classificando-se para a segunda etapa os quatro primeiros colocados do grupo. A segunda etapa é a semifinal, onde as quatro equipes classificadas realizam jogos de ida e volta. O primeiro enfrenta o quarto e o segundo joga com o terceiro. Já a terceira etapa é a final entre os vencedores das semifinais.

## Participantes
| Clube               | Cidade          | Estádio               | Participações | Melhor Colocação |
| ------------------- | --------------- | --------------------- | ------------- | ---------------- |
| Garibaldi           | Garibaldi       | Alcides Santarosa     | 1ª            | —                |
| Esportivo           | Bento Gonçalves | Montanha dos Vinhedos | 1ª            | —                |
| Juventude           | Caxias do Sul   | Alfredo Jaconi        | 2ª            | 3º lugar         |
| Marau               | Marau           | Carlos Bebber         | 2ª            | 4º lugar         |
| Panambi             | Panambi         | Piratini              | 1ª            | —                |
| Veranópolis         | Veranópolis     | Antônio David Farina  | 1ª            | —                |
| Ypiranga de Erechim | Erechim         | Colosso da Lagoa      | 1ª            | —                |

## Primeira fase
| Classificação | Classificação       | Classificação | Classificação | Classificação | Classificação | Classificação | Classificação | Classificação | Classificação | Classificação | Classificação |
| Time          | Time                | PG            | J             | V             | E             | D             | GM            | GS            | SG            | %             | Dif.          |
| ------------- | ------------------- | ------------- | ------------- | ------------- | ------------- | ------------- | ------------- | ------------- | ------------- | ------------- | ------------- |
| 1             | Ypiranga de Erechim | 26            | 12            | 8             | 2             | 2             | 23            | 9             | 14            | 72            | Estável       |
| 2             | Esportivo           | 24            | 12            | 7             | 3             | 2             | 17            | 9             | 8             | 66            | Estável       |
| 3             | Juventude           | 23            | 12            | 6             | 5             | 1             | 22            | 7             | 15            | 63            | Estável       |
| 4             | Veranópolis         | 15            | 12            | 3             | 6             | 3             | 17            | 13            | 4             | 41            | Estável       |
| 5             | Marau               | 10            | 11[2]         | 3             | 1             | 7             | 7             | 19            | -12           | 30            | Estável       |
| 6             | Garibaldi           | 7             | 11[1]         | 2             | 1             | 8             | 3             | 23            | -19           | 20            | Estável       |
| 7             | Panambi             | 5             | 10[1][2]      | 0             | 5             | 5             | 7             | 16            | -9            | 16            | Estável       |

|  | Equipes classificadas |
|  | Equipes eliminadas    |

| Resumo      | Resumo | Resumo | Resumo | Resumo  | Resumo  | Resumo | Resumo |
| #           | AGE    | ESP    | JUV    | FCM     | PAN     | VEC    | YPI    |
| ----------- | ------ | ------ | ------ | ------- | ------- | ------ | ------ |
| Garibaldi   | —      | 0 - 1  | 0 - 5  | 0 - 0   | CANC[1] | 0 - 4  | 1 - 0  |
| Esportivo   | 2 - 0  | —      | 1 - 1  | 2 - 0   | 1 - 0   | 1 - 1  | 2 - 1  |
| Juventude   | 5 - 0  | 1 - 0  | —      | 4 - 1   | 0 - 0   | 1 - 1  | 0 - 0  |
| Marau       | 1 - 0  | 0 - 4  | 0 - 1  | —       | 1 - 0   | 0 - 0  | 0 - 2  |
| Panambi     | 1 - 2  | 2 - 2  | 1 - 2  | CANC[2] | —       | 1 - 1  | 1 - 1  |
| Veranópolis | 2 - 0  | 0 - 1  | 1 - 1  | 3 - 2   | 1 - 1   | —      | 1 - 2  |
| Ypiranga    | 1 - 0  | 3 - 0  | 2 - 1  | 3 - 1   | 5 - 0   | 3 - 2  | —      |

|  |                     |  |        |  |                      |
|  | Vitória do Mandante |  | Empate |  | Vitória do Visitante |

## Fase Final

### Esquema
|  | Semifinais 31 de outubro a 8 de novembro | Semifinais 31 de outubro a 8 de novembro | Semifinais 31 de outubro a 8 de novembro | Semifinais 31 de outubro a 8 de novembro |   |             | Final 12 e 16 de novembro | Final 12 e 16 de novembro | Final 12 e 16 de novembro | Final 12 e 16 de novembro |
|  |                                          |                                          |                                          |                                          |   |             |                           |                           |                           |                           |
|  | Veranópolis (gf.)                        | 2                                        | 1                                        | 3                                        |   |             |                           |                           |                           |                           |
|  | Ypiranga de Erechim                      | 0                                        | 3                                        | 3                                        |   |             |                           |                           |                           |                           |
|  | Ypiranga de Erechim                      | 0                                        | 3                                        | 3                                        |   | Veranópolis | 1                         | 1                         | 2                         |                           |
|  |                                          |                                          |                                          |                                          |   | Veranópolis | 1                         | 1                         | 2                         |                           |
|  |                                          | Juventude                                | 3                                        | 4                                        | 7 |             |                           |                           |                           |                           |
|  | Juventude                                | Juventude                                | 3                                        | 4                                        | 7 | 3           | 1                         | 4                         |                           |                           |
|  | Juventude                                |                                          |                                          |                                          |   | 3           | 1                         | 4                         |                           |                           |
|  | Esportivo                                | 1                                        | 0                                        | 1                                        |   |             |                           |                           |                           |                           |

Em negrito os clubes classificados e em itálico os clubes que jogam a segunda partida como mandantes.

### Semifinal

#### Ida
| 31 de outubro | Veranópolis       | 2 - 0 | Ypiranga de Erechim | Estádio Antônio David Farina, Veranópolis |
| 20:10         | Vanderlei 19' 41' |       |                     | Árbitro: RS Roger Goulart (CBF)           |

| 1 de novembro | Juventude                          | 3 - 1 | Esportivo       | Estádio das Castanheiras, Farroupilha |
| 16:00         | Abraão 36' · Kelvin 42' · Aldo 59' |       | 19' Tiago Costa | Árbitro: RS Diego Almeida Real (CBF)  |

#### Volta
| 7 de novembro | Ypiranga de Erechim                                 | 3 - 1 | Veranópolis   | Estádio Colosso da Lagoa, Erechim |
| 16:00         | Hyantony 23' (pen.) · Jean Paulo 41' · Saldanha 81' |       | 14' Vanderlei | Árbitro: RS                       |

| 8 de novembro | Esportivo | 0 - 1 | Juventude     | Estádio Montanha dos Vinhedos, Bento Gonçalves |
| 16:00         |           |       | 90+3' Brenner | Árbitro: RS                                    |

### Final

#### Ida
| 9 de novembro | Veranópolis       | 1 - 3 | Juventude                        | Estádio Antônio David Farina, Veranópolis |
|               | Rafael Alemão 24' |       | 4' 89' Brenner · 74' Alan Schons | Árbitro: RS (FGF)                         |

#### Volta
| 16 de novembro | Juventude                                | 4 - 1 | Veranópolis               | Estádio das Castanheiras, Farroupilha             |
| 17:00          | Brenner 29' 68' · Abraão 64' · Dener 85' |       | 87' (pen.) Rafael Gueverh | Público: 388 Renda: R$ 2.935,00 Árbitro: RS (FGF) |

## Artilharia
| Jogador      | Clube               |        |
| 9 gols       | 9 gols              | 9 gols |
| ------------ | ------------------- | ------ |
| Brenner      | Juventude           |        |
| 6 gols       |                     |        |
| Hyantony     | Ypiranga de Erechim |        |
| 4 gols       |                     |        |
| Heliardo     | Esportivo           |        |
| Robinson     | Esportivo           |        |
| Vanderlei    | Veranópolis         |        |
| 2 gols       |                     |        |
| Kayron       | Juventude           |        |
| Cleyton      | Ypiranga de Erechim |        |
| Saldanha     | Ypiranga de Erechim |        |
| 1 gol        |                     |        |
| 39 jogadores |                     |        |

## Público

### Maiores públicos
| Público | Mandante  | Res. | Visitante   | Data           | Estádio          | Rodada | Ref.  |
| ------- | --------- | ---- | ----------- | -------------- | ---------------- | ------ | ----- |
| 388     | Juventude | 4-1  | Veranópolis | 16 de novembro | Castanheiras     | FIV    | [ 3 ] |
| 260     | Ypiranga  | 3-1  | Veranópolis | 7 de novembro  | Colosso da Lagoa | SFV    | [ 4 ] |
| 213     | Marau     | 0-1  | Juventude   | 17 de agosto   | Carlos Bebber    | 3ªR    | [ 5 ] |
| 152     | Marau     | 1-0  | Panambi     | 3 de agosto    | Carlos Bebber    | 1ªR    | [ 6 ] |
| 114     | Ypiranga  | 3-2  | Veranópolis | 24 de agosto   | Colosso da Lagoa | 4ªR    | [ 7 ] |

### Menores Públicos
| Público | Mandante    | Res. | Visitante | Data           | Estádio              | Rodada | Ref.   |
| ------- | ----------- | ---- | --------- | -------------- | -------------------- | ------ | ------ |
| 0       | Juventude   | 1-0  | Esportivo | 28 de setembro | Castanheiras         | 9ªR    | [ 8 ]  |
| 7       | Veranópolis | 1-2  | Ypiranga  | 12 de outubro  | Antônio David Farina | 11ªR   | [ 9 ]  |
| 10      | Veranópolis | 1-1  | Juventude | 20 de outubro  | Antônio David Farina | 13ªR   | [ 10 ] |
| 11      | Marau       | 0-2  | Ypiranga  | 28 de setembro | Carlos Bebber        | 9ªR    | [ 11 ] |
| 12      | Veranópolis | 2-0  | Garibaldi | 5 de setembro  | Antônio David Farina | 6ªR    | [ 12 ] |

### Médias de público
| Por clube   | Por clube | Por clube  | Por clube   |
| Clube       | Est.      | Média (PP) | Renda média |
| ----------- | --------- | ---------- | ----------- |
| Esportivo   | MV        | 72         | R$ 423,25   |
| Garibaldi   | AS        | 29         | R$ 453,66   |
| Juventude   | CA        | 33         | R$ 260,75   |
| Marau       | RB        | 103        | R$ 873,00   |
| Panambi     | JM        | 23         | R$ 235,00   |
| Veranópolis | AF        | 41         | R$ 329,33   |
| Ypiranga    | CL        | 73         | R$ 499,75   |

| Por rodada | Por rodada | Por rodada  |
| Rodada     | Média (PP) | Renda média |
| ---------- | ---------- | ----------- |
| 1ªR        | 78         | R$ 738,33   |
| 2ªR        | 55         | R$ 471,66   |
| 3ªR        | 129        | R$ 1.082,50 |
| 4ªR        | 86         | R$ 732,50   |
| 5ªR        | 31         | R$ 265,00   |
| 6ªR        | 20         | R$ 176,66   |
| 7ªR        | 34         | R$ 296,66   |
| 8ªR        | 14         | R$ 130,00   |
| 9ªR        | 17         | R$ 160,00   |
| 10ªR       | 17         | R$ 135,00   |
| 11ªR       | 13         | R$ 135,00   |
| 12ªR       | 22         | R$ 205,00   |
| 13ªR       | 10         | R$ 100,00   |
| 14ªR       | 35         | R$ 285,00   |
| SFI        | 35         | R$ 275,00   |
| SFV        | 157        | R$ 1.335,00 |
| FII        | 55         | R$ 475,00   |
| FIV        | 388        | R$ 2.935,00 |

| Legenda: MV: Estádio Montanha dos Vinhedos AS: Estádio Alcides Santarosa CA: Estádio das Castanheiras RB: Estádio Carlos Renato Bebber JM: Estádio João Marimon Júnior AF: Estádio Antônio David Farina CL: Estádio Colosso da Lagoa | PP: Público Pagante Públicos em negrito representam o maior público da sessão e o público em itálico representa o menor público da sessão. |

## Dados disciplinares
| Clube               | Jogos | Penalizado com cartão amarelo | Expulso | Média CA | Média CV |
| ------------------- | ----- | ----------------------------- | ------- | -------- | -------- |
| Garibaldi           | 11    | 28                            | 2       | 2,5      | 0,1      |
| Ypiranga de Erechim | 14    | 33                            | 1       | 2,3      | 0,1      |
| Marau               | 11    | 33                            | 1       | 3        | 0,1      |
| Esportivo           | 14    | 42                            | 1       | 3        | 0,1      |
| Panambi             | 10    | 43                            | 3       | 4,3      | 0,3      |
| Veranópolis         | 16    | 46                            | 4       | 2,8      | 0,2      |
| Juventude           | 16    | 48                            | 3       | 3        | 0,1      |

## Classificação geral
O campeão garantirá uma vaga na Super Copa Gaúcha de 2014.

## Premiação
| Copa Serrana - 2014           |
| ----------------------------- |
| Juventude Campeão (1º título) |